# Ilie-Constantin Ciotoiu
Ilie-Constantin Ciotoiu (11 de julio de 1995) es un deportista rumano que compite en halterofilia. Ganó tres medallas en el Campeonato Europeo de Halterofilia entre los años 2016 y 2018.

## Palmarés internacional
| Campeonato Europeo | Campeonato Europeo | Campeonato Europeo | Campeonato Europeo |
| Año                | Lugar              | Medalla            | Categoría          |
| ------------------ | ------------------ | ------------------ | ------------------ |
| 2016               | Førde (Noruega)    | Medalla de bronce  | 56 kg              |
| 2017               | Split (Croacia)    | Medalla de plata   | 56 kg              |
| 2018               | Bucarest (Rumania) | Medalla de bronce  | 56 kg              |